# Les vuit muntanyes
Les vuit muntanyes (títol original en italià, Le otto montagne) és una pel·lícula dramàtica italiana del 2022 codirigida per Felix van Groeningen i Charlotte Vandermeersch, que van coadaptar el guió de la novel·la homònima de Paolo Cognetti. La pel·lícula descriu una amistat entre dos homes que passen la seva infància junts en un poble alpí remot i que després es reconnecten com a adults. El títol és una referència al concepte del budisme i de l'antiga cosmologia índia que el món es compon de nou muntanyes i vuit mars, concretament vuit cadenes muntanyoses circulars concèntriques separades entre si per vuit mars, amb la novena i més alta muntanya, el mont Meru, al centre. S'ha doblat i subtitulat al català.
La pel·lícula es va estrenar en competició al 75è Festival de Canes el 18 de maig de 2022, on va guanyar el Premi del Jurat empatant amb EO. L'any següent va rebre el David di Donatello a la millor pel·lícula.

## Repartiment
- Luca Marinelli com a Pietro
- Lupo Barbiero com a Pietro de jove
- Andrea Palma com a Pietro d'adolescent
- Alessandro Borghi com a Bruno
- Cristiano Sassella com a Bruno de jove
- Francesco Palombelli com a Bruno d'adolescent
- Filippo Timi com a Giovanni
- Elena Lietti com a Francesca
- Elisabetta Mazzullo com a Lara
- Surakshya Panta com a Asmi

## Producció
La pel·lícula es va rodar als Alps italians, Torí i el Nepal durant set mesos, a partir de l'estiu del 2021.

## Recepció
A Rotten Tomatoes, el 90% de 100 crítiques són positives, amb una valoració mitjana de 8/10. A Metacritic, la pel·lícula té una puntuació mitjana ponderada de 78 sobre 100 basada en la valoració de 28 crítics.

## Premis i reconeixements
- 2022 – Festival Internacional de Cinema de Canes
  - Premi del Jurat (ex-aequo amb EO)[9]
- 2023 – Premis David di Donatello[10][11]
  - Millor pel·lícula
  - Millor guió adaptat a Felix Van Groeningen i Charlotte Vandermeersch
  - Millor fotografia a Ruben Impens
  - Millor so